# Wielka wojna zodiaku
Wielka wojna zodiaku (jap.  十二大戦 Jūni taisen) – light novel napisana przez Nisio Isina i zilustrowana przez Hikaru Nakamurę, wydana w maju 2015 nakładem wydawnictwa Shūeisha. Na jej podstawie powstała manga, która ukazywała się w magazynie internetowym „Shōnen Jump+” od września 2017 do maja 2018. W Polsce zarówno light novel, jak i manga, zostały wydane przez wydawnictwo Kotori.
Adaptacja w formie serialu anime, wyprodukowana przez studio Graphinica, była emitowana od października do grudnia 2017.

## Fabuła
Raz na dwanaście lat odbywa się wielka wojna zodiaku, w której dwunastu wojowników o imionach i atrybutach chińskich znaków zodiaku staje naprzeciw siebie w turnieju, którego zwycięzca będzie mógł spełnić jedno swoje życzenie. Podczas tego starcia każdy wojownik jest proszony o połknięcie jednego z dwunastu trujących kryształów, znanych jako klejnoty bestii, które zabiją każdego uczestnika po dwunastu godzinach. Aby spełnić swoje życzenie, zwycięzca musi odzyskać wszystkie kryształy od pozostałych jedenastu uczestników przed upływem wyznaczonego czasu. Turniej staje się bezlitosną walką o przetrwanie za wszelką cenę.

## Bohaterowie
- Tsugiyoshi Sumino (jap. 墨野 継義 Sumino Tsugiyoshi) / Szczur (jap. 寝住 Nezumi)

Seiyū: Shun Horie 
- Eiji Kashii (jap. 樫井 栄児 Kashii Eiji) / Byk (jap. 失井 Ushii)

Seiyū: Yūichirō Umehara 
- Kanae Aira (jap. 姶良 香奈江 Aira Kanae) / Tygrys (jap. 妬良 Tora)

Seiyū: Hiromi Igarashi 
- Królik (jap. 憂城 Usagi)

Seiyū: Nobuhiko Okamoto 
- Nagayuki Tsumita (jap. 積田 長幸 Tsumita Nagayuki) / Smok (jap. 断罪兄弟・兄 Tatsumi Kyōdai Ani)

Seiyū: Takuya Eguchi 
- Takeyasu Tsumita (jap. 積田 剛保 Tsumita Takeyasu) / Wąż (jap. 断罪兄弟・弟 Tatsumi Kyōdai Otōto)

Seiyū: Kōsuke Toriumi 
- Yoshimi Sōma (jap. 早間 好実 Sōma Yoshimi) / Koń (jap. 迂々真 Ūma)

Seiyū: Hikaru Midorikawa 
- Sumihiko Tsujiie (jap. 辻家 純彦 Tsujiie Sumihiko) / Owca (jap. 必爺 Hitsujii)

Seiyū: Chō 
- Misaki Yūki (jap. 柚木 美咲 Yūki Misaki) / Małpa (jap. 砂粒 Sharyū)

Seiyū: Saori Hayami 
- Ryōka Niwa (jap. 丹羽 遼香 Niwa Ryōka) / Kogut (jap. 庭取 Niwatori)

Seiyū: Ayane Sakura 
- Michio Tsukui (jap. 津久井 道雄 Tsukui Michio) / Pies (jap. 怒突 Dotsuki)

Seiyū: Tomohiro Nishimura 
- Toshiko Inō (jap. 伊能 淑子 Inō Toshiko) / Dzik (jap. 異能肉 Inōnoshishi)

Seiyū: Yōko Hikasa 
- Duedeculpe (jap. ドゥデキャプル Dudekyapuru)

Seiyū: Hiroki Yasumoto 

## Light novel
Light novel napisana przez Nisio Isina i zilustrowana przez Hikaru Nakamurę została wydana 19 maja 2015 nakładem wydawnictwa Shūeisha. W Polsce prawa do jej dystrybucji nabyło wydawnictwo Kotori, premiera zaś odbyła się w lipcu 2020.
Sequel, zatytułowany Jūni taisen tai jūni taisen, został wydany 12 grudnia 2017.

## Manga
Manga typu one-shot, zatytułowana Dōshitemo kanaetai tatta hitotsu no negai to wari to sō demo nai 99 no negai (jap. どうしても叶えたいたったひとつの願いと割とそうでもない99の願い), została opublikowana 8 stycznia 2015 w magazynie „Shūkan Young Jump”.
Seria autorstwa Akiry Akatsukiego, będąca adaptacją powieści, ukazywała się w magazynie internetowym „Shōnen Jump+” wydawnictwa Shūeisha od 23 września 2017 do 12 maja 2018. Została również opublikowana w 4 tankōbonach, wydanych między 2 listopada 2017 a 4 lipca 2018.
W Polsce seria ukazała się nakładem wydawnictwa Kotori.
| Nr | Język japoński   | Język japoński         | Język polski     | Język polski           |
| Nr | Data wydania     | ISBN                   | Data wydania     | ISBN                   |
| -- | ---------------- | ---------------------- | ---------------- | ---------------------- |
| 1  | 2 listopada 2017 | ISBN 978-4-08-881270-0 | lipiec 2020      | ISBN 978-83-66132-89-4 |
| 2  | 4 stycznia 2018  | ISBN 978-4-08-881328-8 | październik 2020 | ISBN 978-83-66568-03-7 |
| 3  | 4 kwietnia 2018  | ISBN 978-4-08-881371-4 | styczeń 2021     | ISBN 978-83-66568-14-3 |
| 4  | 4 lipca 2018     | ISBN 978-4-08-881418-6 | marzec 2021      | ISBN 978-83-66568-30-3 |

## Anime
Adaptacja w formie telewizyjnego serialu anime została wyprodukowana przez studio Graphinica i wyreżyserowana przez Naoto Hosodę. Scenariusz napisał Sadayuki Murai, postacie zaprojektował Chikashi Kadekaru, a muzykę skomponował Go Shiina. 12-odcinkowa seria była emitowana od 3 października do 19 grudnia 2017. Motywem otwierającym jest „Rapture” autorstwa Panorama Panama Town, natomiast końcowym jest „Keshin no kemono” (jap. 化身の獣) w wykonaniu zespołu Do As Infinity.